# Всемирный почтовый союз
Всеми́рный почто́вый сою́з (ВПС; международное сокращённое название — UPU, от фр. Union Postale Universelle и англ. Universal Postal Union) — основанная в 1874 году межгосударственная организация для обеспечения и совершенствования почтовых связей на образуемой Всемирным почтовым союзом единой почтовой территории. Объединяет практически все страны мира, включая Россию. Российская империя являлась одной из стран-учредителей ВПС.
С учреждением в 1874 году Всемирного почтового союза были впервые установлены единообразные почтовые тарифы пересылки при направлении писем и других почтовых отправлений за границу.

## Задачи
Всемирный почтовый союз ставит во главу угла своей деятельности следующие задачи:
- Установление единообразных международных почтовых связей и облегчение обмена международной почты[4] посредством Всемирной почтовой конвенции и дополнительных соглашений.
- Содействие почтовому сотрудничеству государств-членов союза.
- Установление тарифов для международной почтовой связи (включая транзитные расходы).
- Урегулирование спорных вопросов между членами союза.

## Органы ВПС
Организационно и структурно ВПС подразделяются на четыре основных органа:
- Всемирный почтовый конгресс[англ.] (высший орган).

Созывается каждые 5 лет, на котором все государства-члены союза представлены на равных началах. XXIV Всемирный почтовый конгресс прошёл с 23 июля по 12 августа 2008 года в Женеве (Швейцария).
- Административный совет (ранее — Исполнительный совет).
- Совет почтовой эксплуатации (в состав которого входит Комиссия по почтово-финансовым услугам, сопредседателем которой является «Почта России».
- Международное бюро как постоянный секретариат и орган управления в Берне.

ВПС также ведает делами двух кооперативных образований:
- Центра почтовых технологий, действующего органа кооператива «Телематикс» (Telematics Cooperative) и
- EMS.

## Членство
Членами ВПС являются страны, подписавшие Устав и другие обязательные документы союза. Государства-члены ООН становятся членами союза путём простого заявления, все другие суверенные государства принимаются, если за это будет подано не менее ⅔ голосов государств — членов союза. В настоящее время ВПС объединяет 192 страны; одной из последних в июле 2006 года туда вступила Черногория. Однако в мире существует несколько стран, не являющихся членами ВПС:
- Маршалловы Острова (входят в почтовую систему США)
- Палау (входит в почтовую систему США)
- Федеративные Штаты Микронезии (входят в почтовую систему США)
- Андорра (входит в почтовые системы Франции и Испании)
- Тайвань (частично признанное государство)
- Абхазия (частично признанное государство, сотрудничает с почтовой системой России)
- Южная Осетия (частично признанное государство)
- Косово (частично признанное государство)

Существует также два члена ВПС, не являющихся самостоятельными странами:
- Аруба, Кюрасао и Синт-Мартен (бывшие Нидерландские Антильские острова; члены ВПС с 1875 года)
- Заморские территории Великобритании (коллективный член ВПС с 1877 года)
  - Ангилья
  - Бермуды
  - Британская территория в Индийском океане
  - Британские Виргинские острова
  - Гибралтар
  - Каймановы острова
  - Монтсеррат
  - Остров Вознесения
  - Острова Питкэрн
  - Остров Святой Елены
  - Теркс и Кайкос
  - Тристан-да-Кунья
  - Фолклендские острова
  - Южная Георгия и Южные Сандвичевы острова

## История

### Предыстория
С развитием почтовых сообщений, правительства стали заключать между собой почтовые конвенции о порядке пересылки корреспонденции через чужие владения транзитом, о размерах почтовых сборов и о распределении их между договаривавшимися сторонами. При заключении этих конвенций стороны часто заботились более всего о том, чтобы привлечь на свою территорию возможно больше почтовых отправлений и удлинить путь для их транзита, и таким образом искусственно завышали транзитные почтовые сборы (взимавшиеся сообразно весу и расстоянию), рассматривая транзитный пропуск почтовых отправлений исключительно как источник доходов.
Большим шагом вперёд был Австро-Германский почтовый союз, заключённый в 1850 году между Пруссией, Австрией, прочими германскими государствами и управлением Почты Таксисов, на началах однообразного и равномерного взимания почтовых сборов. Союз этот прекратил своё существование после войны 1866 года, но в течение 1867—1873 года сначала Северогерманский союз, а затем Германская империя заключили ряд почтовых конвенций, проникнутых тем же духом.
По инициативе Соединённых Штатов Северной Америки, в 1863 году в Париже состоялся первый Международный почтовый конгресс, но дело не пошло далее обмена мыслями.

### Создание
ВПС был учреждён в 1874 году на Всемирном почтовом конгрессе в Берне под названием «Всео́бщий почто́вый сою́з», по инициативе генерального почтмейстера Северогерманского союза Генриха фон Стефана и в присутствии представителей 22 государств. Основные начала, предложенные Германией, — единство почтовой территории, полная свобода и возможная безвозмездность транзита, единство почтовой таксы и принцип уравновешивания, а не распределения почтовых сборов — частью приняты были целиком, частью послужили предметом разного рода компромиссов.
9 октября на этом конгрессе был принят «Всеобщий единый почтовый договор», который распространялся на Австро-Венгрию, Бельгию, Великобританию, Германию, Грецию, Данию, Испанию, Италию, Люксембург, Нидерланды, Норвегию, Португалию, Россию, Румынию, Сербию, Турцию, Черногорию, Швейцарию, Швецию, а из внеевропейских стран — на Соединённые Штаты Северной Америки и Египет. Франция вошла в состав почтового союза лишь с 1 января 1876 года.

### Дальнейшая история
В последующие годы территория почтового союза быстро расширялась; к нему присоединились:
- в 1876 году — Британская Индия, французские колонии;
- в 1877 году — Бразилия, Япония, Персия, датские, нидерландские, португальские, испанские и некоторые британские колонии;
- в 1878 году — Аргентина и Канада;
- в 1879 году — Ньюфаундленд, британские колонии в Центральной Африке, Либерия, Мексика, Гондурас, Перу, Болгария, Сальвадор;
- в 1880 году — Багамские Острова, Эквадор, Сан-Доминго, Уругвай, Венесуэла;
- в 1881 году — Барбадос, Чили, Колумбия, Гватемала, Гаити, Парагвай, Сент-Винсент;
- в 1882 году — Сандвичевы острова, Никарагуа;
- в 1883 году — Коста-Рика;
- в 1885 году — Боливия, Сиам;
- в 1886 году — Свободное государство Конго;
- в 1887—1888 годах — германские колонии и земли, состоящие под германским протекторатом в Африке и Австралии, и Тунис;
- в 1891 году — британские колонии в Австралии, острова Фиджи, британская Новая Гвинея;
- в 1895 году — Занзибар и земли Восточной Африки, состоящие под британским протекторатом;
- в 1900 году — Корея.

Территория почтового союза охватывала на момент закрытия первых всемирных почтовых конгрессов:
- 1874 года[нем.] в Берне — 40 млн кв. км с 850 млн жителей,
- 1878 года[нем.] в Париже — 67 млн км² с 750 млн жителей,
- 1885 года[нем.] в Лиссабоне — 83 млн км² с 848 млн жителей,
- 1891 года[нем.] в Вене — 96 млн км² с 946 млн жителей,
- 1897 года[нем.] в Вашингтоне — 103 млн км² с 1020 млн жителей.

В 1878 году организация и договор были переименованы соответственно во «Всемирный почтовый союз» и «Всемирную почтовую конвенцию». Впоследствии было принято несколько международных (дополнительных) соглашений по отдельным видам услуг в международной почтовой связи.
На Всемирном почтовом конгрессе 1897 года в Вашингтоне было заявлено, что Китай присоединится к союзу немедленно по реорганизации в нём почтовой части, а также сообщено о близком присоединении Оранжевой республики. Следующий конгресс 1906 года состоялся в Риме. По присоединении Китая в 1914 году почтовый союз охватывал территорию в 113,6 млн км², с населением в 1,396 млрд жителей. Вне союза тогда оставались лишь некоторые страны Африки и несколько островов Тихого океана.
Благотворное влияние Всемирного почтового союза сказалось прежде всего в колоссальном росте почтовых отправлений. Так, число отправлений, которые в 1873 году обращались в странах, вошедших затем в состав почтового союза, составляло около 3300 млн, а в 1896 году возросло до 20 млрд, в том числе (округлённо):
- 9 млрд писем,
- 3 млрд открытых писем,
- 2 млрд произведений печати и товарных образцов,
- 300 млн почтовых переводов, на сумму свыше 4,5 млрд рублей[12],
- 400 млн посылок,
- 700 млн ценных пакетов и
- 50 млн почтовых поручений[нем.] и отправлений с наложенным платежом.

Число почтовых учреждений в странах почтового союза также возросло за этот период с 85 443 до 200 000. Ценностей, поскольку они объявлялись отправителями, в пределах почтового союза пересылалось по почте на сумму свыше 25 млн рублей в год. Под влиянием почтового союза многие государства стали вводить у себя новые почтовые операции. По образцу Всемирного почтового союза возникали и другие аналогичные международные унии (например, уния по перевозке грузов по железным дорогам), но ни одна из них не достигла столь широкого и прочного развития, как почтовый союз.

### Эволюция союза
Одновременно с географическим распространением расширялся и круг деятельности почтового союза. На бернском конгрессе 1874 года задача его была ограничена пересылкой писем и бандерольных отправлений; посылки и денежные пакеты должны были служить предметом сепаратных соглашений между отдельными государствами. В дальнейшем в сферу деятельности почтового союза входил ряд операций, которые являлись предметом дополнительных соглашений между членами союза независимо от основной конвенции (фр. convention principale).
Законодательным органом почтового союза с самого его основания служили международные конгрессы, собиравшиеся первоначально каждые пять лет. На конгрессе каждому государству предоставлялся один голос, но наряду с метрополиями по одному голосу принадлежало Британской Индии, Канаде, всем британским колониям в Австралии, вместе взятым, всем прочим британским колониям, вместе взятым, Индокитаю, всем прочим французским колониям, вместе взятым, колониям германским, датским, испанским, нидерландским, португальским. Постановления конгресса подлежат ратификации со стороны правительств. В промежутки между двумя конгрессами постановления конвенции могут быть видоизменены или дополнены: член союза, выступающий с соответствующим предложением, обращается к бернскому бюро, которое собирает заключения и голоса остальных членов союза и даёт ход предложению лишь в том случае, если оно с самого начала поддержано ещё двумя государствами. В случае разногласия между членами союза о взаимных обязательствах или об истолковании конвенции и других соглашений, спор передаётся на рассмотрение третейского суда, который может быть вверен любому из членов союза, непосредственно в деле не заинтересованному.
Исполнительным органом союза является Международное бюро в Берне (Bureau international de l’Union postale universelle), состоящее под высшим надзором швейцарского почтового управления. С 1875 года бюро издаёт ежемесячный журнал: «L'Union postale» («Почтовый союз»; позднее «Union postale»). Издержки по содержанию бюро первоначально не должны были превышать 125 000 франков в год и распределялись между членами союза, сообразно величине их территории и населения, для чего все государства были разделены на семь разрядов. Государства, числившиеся в 7-м разряде, вносили одну единицу издержек (к началу XX века — около 150 франков); государства, отнесённые к первому разряду (например, Россия), — 25 таких единиц.
Все страны, входящие в состав Всемирного почтового союза, для обмена почтовых отправлений между своими почтовыми учреждениями составляют единую почтовую территорию (un seul territoire postal). В пределах этой территории свободный обмен корреспонденции обеспечивается четырьмя основными положениями:
1. По всей территории союза установлена свобода транзита.
В силу этого две страны, входящие в состав союза, могут обмениваться почтовыми отправлениями через посредство других членов союза. Те члены союза, которые поддерживают почтовые сообщения и со странами, находящимися вне союза, обязаны принимать на себя пересылку в эти страны почтовых отправлений всех других членов союза.
2. Безвозмездность транзитной пересылки.
Была предложена германским проектом 1874 года в силу того соображения, что услуги, оказываемые государством по транзитной перевозке чужеземной корреспонденции через его территорию, в среднем уравновешивались соответствующими услугами, полученными им от других государств. Это соображение, вообще оправданное опытом, допускало, однако, изъятия, обусловленные обширностью некоторых государств или особенностями географического их положения. Такое изъятие должно было быть, например, допущено по отношению к Бельгии, являвшейся узловым пунктом на пути весьма оживлённых сообщений между несколькими великими державами. Не было также равновесия между такими государствами, которые содержали отдалённые заокеанские сообщения, и такими, которые таких сообщений не содержали, но все же ими пользовались. По всем этим причинам начало безвозмездного транзита не было принято бернским конгрессом 1874 года; но оно представляет собой идеал, к которому постепенно приближался почтовый союз. По постановлению 1874 года, страна, от которой почтовые отправления исходили, была обязана внести транзитную плату в 2 франка с каждого килограмма писем и в 25 сантимов с каждого килограмма произведений печати и тому подобных отправлений при сухопутной (или морской — на расстоянии не свыше 300 морских миль) перевозке, такую же плату в двойном размере — при сухопутной перевозке на расстоянии свыше 750 км, а при морской перевозке на расстоянии свыше 300 морских миль была обязана возместить издержки транспорта, которые, однако, не должны были превышать 6,50 франка с килограмма писем и 50 сантимов с килограмма прочих отправлений. По поводу присоединения к союзу Британской Индии транзитная плата по морской перевозке, направлявшейся в эту страну, была установлена в 25 франков с килограмма писем. На парижском конгрессе 1878 года транзитная плата по сухопутной перевозке была установлена в 2 франка с килограмма писем и в 20 сантимов с килограмма прочих отправлений, независимо от расстояния, а ставки по морской перевозке были понижены с 6,50 франка до 5 и с 25 до 15 франков. Попытка к дальнейшему понижению транзитных плат, сделанная на венском конгрессе 1891 года, не увенчалась успехом вследствие того, что австралийские колонии своё присоединение к союзу ставили в зависимость от сохранения прежних ставок. На венском конгрессе для отправлений в страны, стоявшие вне союза, были установлены (для морской перевозки вне территории союза) единообразные ставки транзитного вознаграждения в 20 франков и в 1 франк. По постановлению вашингтонского конгресса 1897 года, в течение первых двух лет с 1 января 1899 года ставки за сухопутную транзитную перевозку понижались на 5 %, в течение следующих двух лет — на 10 %, по истечении первых четырёх лет — на 15 %; ставка по морской перевозке с 15 франков в те же сроки понижалась до 14, 12 и 10 франков.
3. Единообразная, независимая от расстояния почтовая такса (тариф)[5].
Установлена бернским конгрессом в следующих размерах: с писем — 25 сантимов за каждые 15 г, с открытых писем — 10 сантимов, с произведений печати, деловых бумаг и товарных образцов — 5 сантимов за каждые 60 г, причём, однако, каждое отдельное отправлениe деловых бумаг должно было быть оплачено не менее 25 сантимов, а каждое отправление товарных образцов — не менее 10 сантимов. Этот нормальный тариф являлся далее общеобязательным, без тех изъятий, которые допускались ещё бернским конгрессом. Дополнительная оплата допускалась лишь по отношению к таким отправлениям, которые подлежали морской перевозке; она не должна была превышать ставок нормального тарифа, а по отношению к открытым письмам (с 1 января 1899 года) — 5 сантимов. За пересылку всех этих отправлений заказным порядком может быть взимаема дополнительная плата не свыше 25 сант. Чтобы оценить значение этой таксы, достаточно сказать, что до 1874 года при обмене корреспонденции между странами, входившими затем в состав почтового союза, применялось свыше 1500 различных такс.
4. Отмена дележа почтовых сборов.
Вместо распределения почтовых сборов, которое в прежнее время являлось камнем преткновения при заключении почтовых конвенций и затрудняло их исполнение, Всемирный почтовый союз усвоил простой принцип: в пользу каждого государства поступают те почтовые сборы, которые оно взимает. Согласно этому почтовый сбор с оплаченных (франкированных) отправлений поступает в пользу страны отправления, а с неоплаченных (нефранкированных) — в пользу страны назначения; никаких расчётов не производится. Принцип этот, выдвинутый Германией, основывался на том соображении, что на каждое письмо обыкновенно следует ответ. Опытом выяснено также, что в почтовых сношениях между двумя странами замечается приблизительно одинаковое отношение нефранкированных отправлений к франкированным. Расчёт за транзитные перевозки производился на основании данных, которые собирались раз в три года в течение 28 дней. Дело это было упрощено вашингтонским конгрессом 1897 года, которым было решено, чтобы на будущее время расчёты производились на основании статистических данных, собранных за май месяц 1896 года. До венского конгресса 1891 года расчёты эти завершались пересылкой между правительствами наличных денег, но затем бернское бюро стало играть по отношению к членам союза роль расчётной палаты. В 1969 году дележ почтовых сборов был снова введен — почтовые организации государств назначения почты стали получать рассчитанную по определенным правилам часть почтовых сборов от почтовых организаций государств отправления[13].

В 1947 году ВПС приобрёл статус международной межправительственной организации и специализированного учреждения ООН с местопребыванием в Берне (Швейцария).
В 1957 году был создан Консультативный совет по почтовым исследованиям, который был составлен из 30 членов, избиравшихся конгрессом ВПС на пять лет. В задачи этого органа входило проведение исследований и консультаций по техническим, эксплуатационным и экономическим вопросам почтовой службы.
На XIV конгрессе ВПС 1964 года в Вене был учреждён Исполнительный совет в составе 31 члена, избранного конгрессом на пять лет. В соответствии с редакцией Устава (конституции) ВПС, принятой в том же 1964 году, целями союза были:
- обеспечение организации и совершенствования почтового обслуживания,
- поощрение развития международного сотрудничества в почтовой сфере,
- оказание технической помощи развивающимся странам в области организации и совершенствования почтовой связи.

На конгрессе 1969 года в Токио Всемирный почтовый союз учредил Всемирный день почты, вошедший в систему всемирных и международных дней ООН. На 1 января 1971 года членами ВПС являлись 143 государства и территории. К этому году состоялось 15 всемирных конгрессов ВПС, которые созывались, как правило, один раз в пять лет. ВПС издаёт отчёты конгрессов.
В деятельности ВПС могут принимать участие не только отдельные страны, но и некоторые международные организации. В целях ускорения почтового обмена и упрощения взаиморасчётов отдельные национальные почтовые администрации заключали между собой в рамках ВПС более узкие договоры, такие как Северный почтовый союз, Южноамериканский почтовый союз, Панамериканский почтовый союз и Арабский почтовый союз.

## Главы ВПС
| - Эжен Борель (1875—1892) - Эдмонд Хён (нем. Edmund Höhn; 1893—1899) - Эжен Руффи (1899—1919) - Камиль Декоппе (1920—1925) - Эваристо Гарбани-Нерини (1925—1937) - Рейнгольд Фуррер (Reinhold Furrer; 1938—1944) - Алоис Мури (Alois Muri; 1945—1949) - Фриц Гесс (1950—1960) - Эдуар Вебер (Eduard Weber; 1961—1964) | - Эдуар Вебер (1964—1966) - Мишель Рахи (фр. Michel Rahi; 1967—1973) - Энтони Ридж (англ. Anthony Hubert Ridge; 1973—1974) - Мохаммад Ибрагим Собхи (Mohamed Ibrahim Sobhi; 1975—1984) - Адвальду Кардозу Ботто ди Баррош (1985—1994) - Томас Ливи (Thomas E. Leavy; 1995—2004) - Эдуар Дайан (фр. Edouard Dayan; 2005—2012) - Бишар Абдирахман Хусейн (англ. Bishar Abdirahman Hussein; 2013—2021) - Масахико Метоки (с 2022) |

## Используемые языки
Продолжительное время официальным языком ВПС был французский, а рабочими — русский, английский и испанский. В настоящее время официальным языком является французский; рабочим языком в 1994 году оставлен английский. В то же время большинство документов и публикаций ВПС (включая журнал «Почтовый союз») доступны на основных языках ООН — арабском, китайском, английском, французском, русском, испанском и португальском.

## Памятник ВПС
В 1909 году в память об организации Всемирного почтового союза в Берне был воздвигнут монумент. За несколько лет до этого, в 1902 году, по поручению международного конгресса, разработкой его проекта занялся швейцарский Федеральный совет. В том же году был объявлен интернациональный конкурс, на который предоставили 122 эскиза. Скульпторам предоставлялась свобода выбора формы памятника и материала для его изготовления. Жюри возглавил президент Федеральной комиссии искусств в Цюрихе профессор Ф. Блюнтшли. Жюри остановило своё внимание на шести проектах памятника и предложило их авторам детально разработать свои эскизы. На втором этапе конкурса победителем стал французский скульптор Рене де Сен-Марсо (фр. René de Saint-Marceaux).
Памятник представляет собой земной шар, высящийся над облаками. Его окружает группа из пяти женщин, олицетворяющих пять частей света. Основа памятника — горы Швейцарии, среди которых расположена аллегорическая фигура города Берна.
Именно этот памятник схематически изображён на современном флаге Всемирного почтового союза.
По случаю юбилейных дат, связанных с ВПС, в некоторых странах также установлены памятные почтовые ящики.
- Памятник Всемирному почтовому союзу[нем.] в Берне (воздвигнут в 1909 году)
- Памятный почтовый ящик, установленный в Токио в 1952 году по случаю 75-летия присоединения Японии к ВПС
- Памятный почтовый ящик в честь 100-летия присоединения Японии к ВПС (1977)

## ВПС и филателия

### Выпуски марок
С 1957 года швейцарская почта выпускает для ВПС специальные почтовые марки.
Многими странами мира осуществлялись юбилейные выпуски марок в ознаменование создания ВПС. В СССР, являвшемся членом ВПС с 1924 года, первые памятные марки такого рода были выпущены в 1949 году в честь 75-летия Всемирного почтового союза (ЦФА [АО «Марка»] № 1474—1477).
- Марка Швейцарии в честь
25-летия ВПС (1900)
- Марка Кувейта к 75-летию
ВПС (1949)
- Марка «Подпольной почты Украины» в честь 75-летия
ВПС (1949)
- Марки ФРГ (1950) в честь
75-летия ВПС, на которых изображён памятник Генриху фон Стефану
- Марка США из серии, посвящённой 100-летию ВПС (1974; картина Гойи)
 (Sc #1537)
- Марка СССР с изображением памятника Всемирному почтовому союзу в Берне (1988) (ЦФА [АО «Марка»] № 6024)

### Контроль эмиссий
ВПС совместно со Всемирной ассоциацией по развитию филателии (ВАРФ) разработали систему нумерации WNS для учёта почтовых марок стран мира, введённую в действие 1 января 2002 года. По состоянию на 28 ноября 2008 года, на веб-сайте WNS было представлено более 170 стран и почтовых организаций-эмитентов, а также свыше 36 тысяч зарегистрированных почтовых марок, выпущенных начиная с 2002 года. Многие из них сопровождаются изображениями марок, авторское право на которые обычно сохраняется за выпустившей марку страной, но скачивание которых разрешает ВПС и ВАРФ.